# Lâu đài Český Krumlov

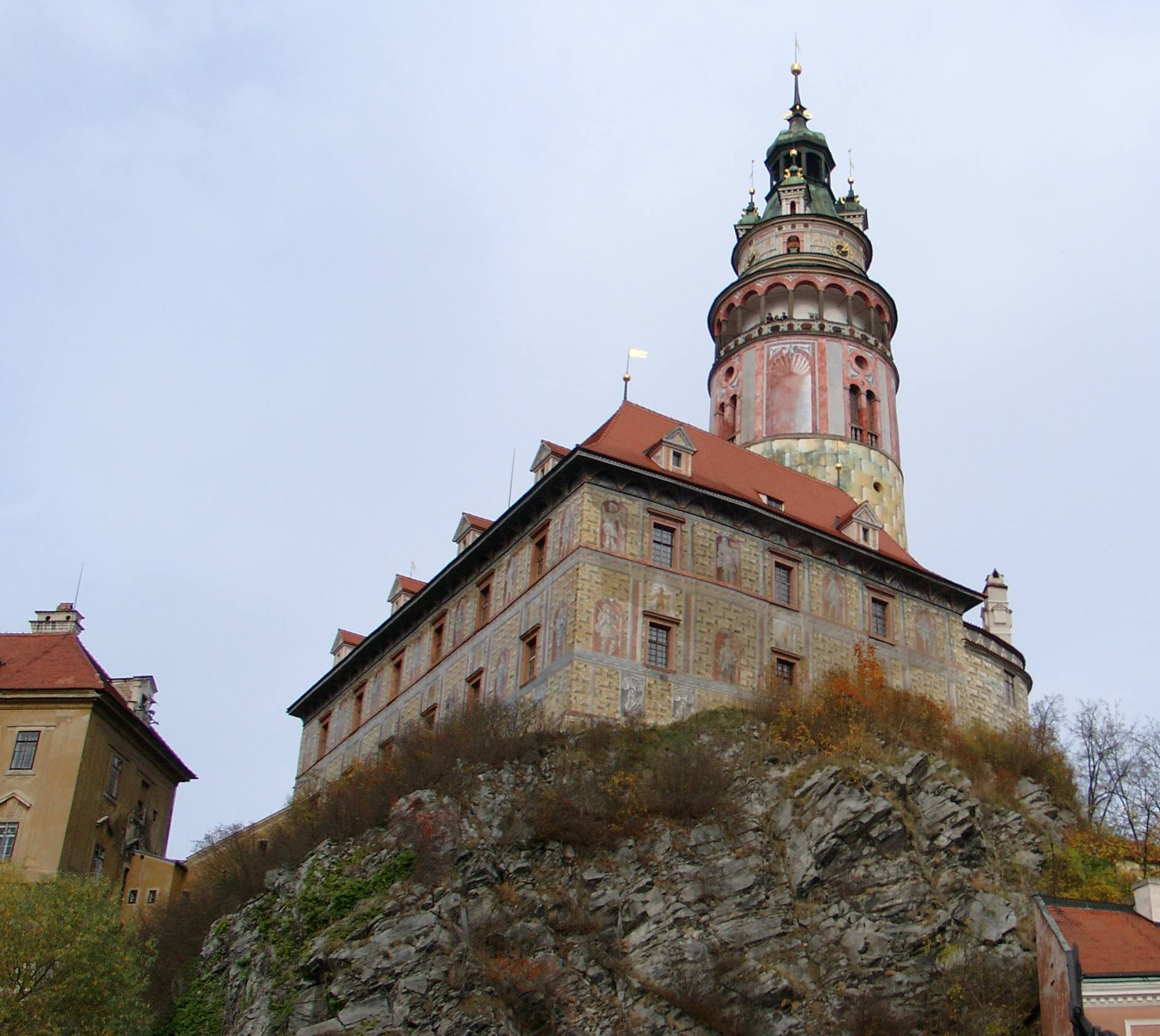
Lâu đài Český Krumlov

Lâu đài Český Krumlov nằm ở thành phố Český Krumlov, thuộc vùng Nam Bohemia, Cộng hòa Séc. Český Krumlov Cổ được công nhận là di tích quốc gia vào năm 1989, và là một di sản thế giới UNESCO từ năm 1992.

## Lịch sử

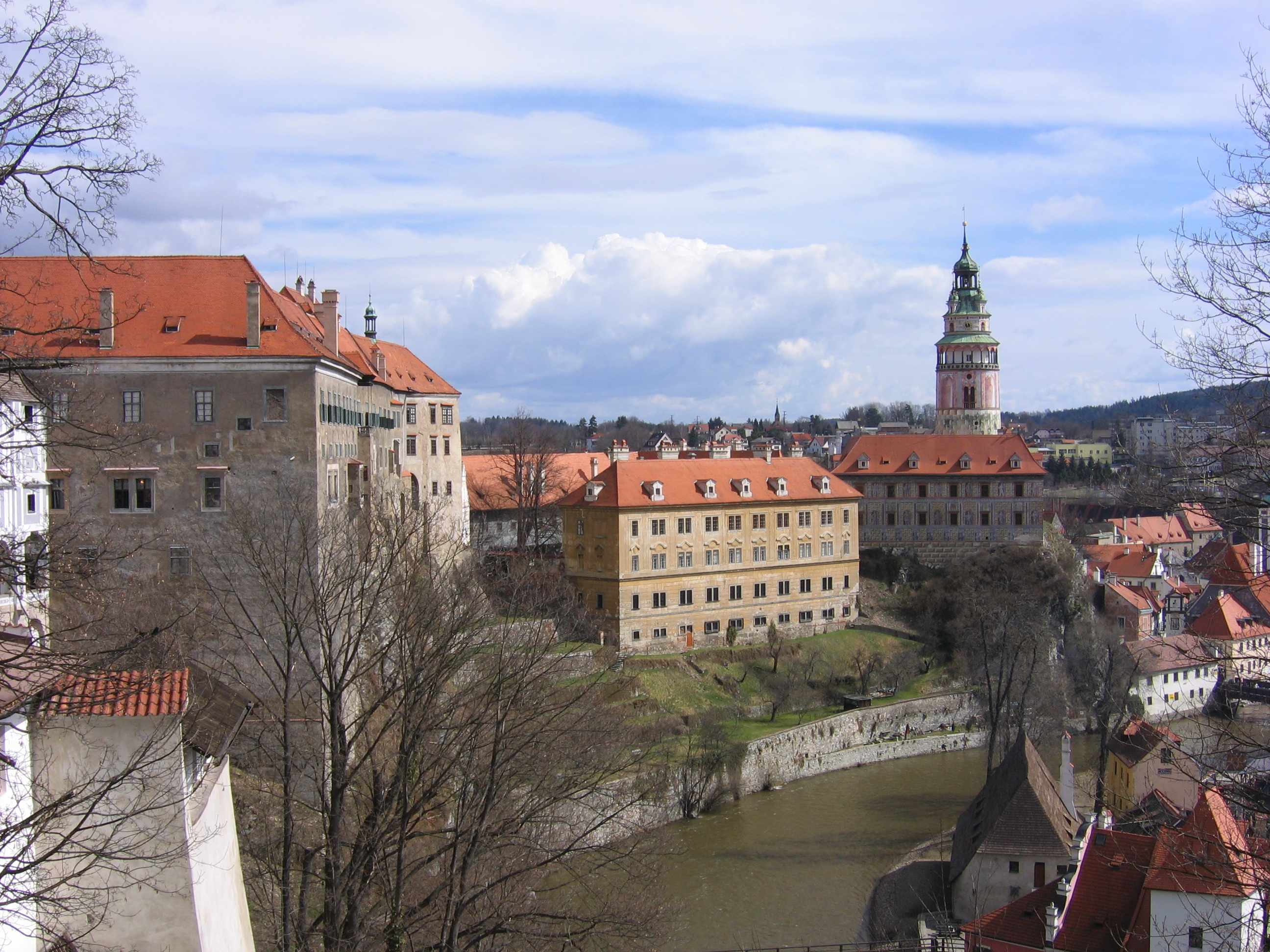
Lâu đài Český Krumlov và sông Molddau

Lâu đài này được xây từ năm 1240 bởi dòng họ Witigonen, chi nhánh chính của dòng họ Rosenberg đầy quyền lực. Đến thế kỷ 17 nhà Rosenberg bị thiếu nợ nhiều, Peter Wok von Rosenberg đã phải bán lâu đài này cho hoàng đế Rudolf II.
Năm 1622 quyền cai trị Krumau đã được Hoàng đế Ferdinand II trao cho Hans Ulrich von Eggenberg và Eggenberg được phong làm Công tước xứ Krumau. Sau cái chết của con trai của Hans Ulrich, Johann Anton von Eggenberg I, lâu đài được cai quản trong khoảng thời gian giữa 1649 và 1664 bởi Anna Maria vợ góa của ông. Một trong hai con trai của bà, Johann Christian von Eggenberg I, chịu trách nhiệm về đổi mới phong cách kiến trúc Barocco và mở rộng lâu đài bao gồm cả các nhà hát lâu đài bây giờ gọi là Nhà hát Eggenberg.
Khi dòng nam của Eggenberg tuyệt gốc vào năm 1717 lâu đài và tước vị công tước đã thuộc vào sở hữu của nhà Schwarzenberg cho tới năm 1947, khi nó được chuyển thành tài sản của vùng này và vào năm 1950 trở thành tài sản của nhà nước Cộng hòa Séc.